# Didaco Macciò
Didaco Macciò (Pistoia, 15 giugno 1817 – Pistoia, 6 gennaio 1862) è stato un politico italiano.

## Biografia
Figlio del notaio Michelangiolo e di Assunta Arrigoni, famiglia della borghesia professionale toscana di forti sentimenti patriottici. Avvocato (studiò giurisprudenza a Pisa), fu uno dei più attivi patrioti pistoiesi ed ebbe un ruolo politico di un certo peso nella Pistoia risorgimentale. 
Inizialmente di tendenze democratiche, fece parte della "Società degli amici del popolo" (nata a Pistoia nel 1847) e fu uno dei deputati pistoiesi all'Assemblea costituente toscana del 1849. Costretto a fuggire in Francia dopo la restaurazione granducale, tornato a Pistoia riprese l'attività patriottica e nel 1856 venne nominato presidente del comitato distrettuale pistoiese della Società nazionale, un'associazione costituita proprio quell'anno a favore dell'unità italiana. Nel 1861 fu eletto deputato al Parlamento nazionale.